# آبشار نوکالولا
آبشار نوکالولا (به انگلیسی: Noccalula Falls) آبشاری است که در کشور ایالات متحده آمریکا واقع شده‌است و بلندترین ریزشگاه آن ۲۷ متر ارتفاع دارد. حوضهٔ آبریز این آبشار، رود کوسا است.